# Лужец на Влтави
Лужец на Влтави (чеш. Lužec nad Vltavou) је насељено мјесто са административним статусом сеоске општине (чеш. obec) у округу Мјелњик, у Средњочешком крају, Чешка Република.

## Становништво
Према подацима о броју становника из 2014. године насеље је имало 1.451 становника.